# 1766
Il 1766 (MDCCLXVI in numeri romani) è un anno  del XVIII secolo.

## Eventi
- Richard Chandler scopre Olimpia.
- Stato Pontificio: la Congregazione della sacra romana e universale Inquisizione inserisce il libro Dei delitti e delle pene dell'illuminista Cesare Beccaria nell'indice dei libri proibiti a causa dell'affermazione della distinzione tra reato e peccato.

## Nati

### Gennaio
- 1º gennaio - Antoine-Vincent Arnault, politico, poeta e drammaturgo francese († 1834)
- 2 gennaio - Basile Guy Marie Victor Baltus de Pouilly, generale francese († 1845)
- 3 gennaio - Giuseppe Cammarano, pittore italiano († 1850)
- 6 gennaio - Mihály Fazekas, scrittore ungherese († 1828)
- 6 gennaio - José Gaspar Rodríguez de Francia, avvocato e politico paraguaiano († 1840)
- 10 gennaio - Louis-Guillaume-Valentin Dubourg, arcivescovo cattolico francese († 1833)
- 13 gennaio - Beyhan Sultan, principessa ottomana († 1824)
- 19 gennaio - Carlo Villa, nobile e politico italiano († 1846)
- 23 gennaio - Henri-Pierre Delaage, generale francese († 1840)
- 26 gennaio - Francisco de São Luiz Saraiva, cardinale e patriarca cattolico portoghese († 1845)
- 27 gennaio - Jean-Baptiste Barthélemy de Lesseps, diplomatico, scrittore e esploratore francese († 1834)

### Febbraio
- 2 febbraio - William Townsend Aiton, botanico britannico († 1849)
- 7 febbraio - Joseph Franz von Jacquin, medico, botanico e chimico austriaco († 1839)
- 8 febbraio - Carlo Giorgio Augusto di Brunswick-Wolfenbüttel, nobile († 1806)
- 8 febbraio - Johann Benjamin Erhard, medico, filosofo e scrittore tedesco († 1827)
- 9 febbraio - John Gaspard Le Marchant, generale britannico († 1812)
- 10 febbraio - Benjamin Smith Barton, botanico e chimico statunitense († 1815)
- 10 febbraio - Benedetto Bordiga, incisore e cartografo italiano († 1847)
- 11 febbraio - Henry Fourdrinier, imprenditore britannico († 1854)
- 11 febbraio - Johann Jacob Paul Moldenhawer, botanico tedesco († 1827)
- 12 febbraio - William Howley, arcivescovo anglicano inglese († 1848)
- 13 febbraio - Thomas Robert Malthus, economista, filosofo e pastore protestante inglese († 1834)
- 19 febbraio - William Dunlap, scrittore, storico e pittore statunitense († 1839)
- 21 febbraio - Joseph Anton Xaver von Waldburg-Wolfegg-Waldsee, principe e politico tedesco († 1833)
- 24 febbraio - Samuel Wesley, organista, compositore e direttore di coro inglese († 1837)
- 28 febbraio - John Clark, politico e generale statunitense († 1832)

### Marzo
- 1º marzo - Ernst zu Münster, politico tedesco († 1839)
- 4 marzo - Francesco Reina, letterato italiano († 1825)
- 6 marzo - Maria Domenica Fumasoni Biondi, archeologa italiana († 1828)
- 6 marzo - Friedrich Immanuel Niethammer, filosofo, teologo e pedagogista tedesco († 1848)
- 6 marzo - George Spencer-Churchill, V duca di Marlborough, nobile e politico inglese († 1840)
- 9 marzo - Ignacio Elizondo, generale spagnolo († 1813)
- 10 marzo - Jean-Baptiste Broussier, generale francese († 1814)
- 12 marzo - Francisco Javier de Cienfuegos y Jovellanos, cardinale e arcivescovo cattolico spagnolo († 1847)
- 16 marzo - Jean Frederic Waldeck, archeologo, esploratore e cartografo francese († 1875)
- 20 marzo - Filippo Pananti, poeta italiano († 1837)
- 26 marzo - George Boyle, IV conte di Glasgow, nobile scozzese († 1843)
- 28 marzo - Joseph Weigl, compositore e direttore d'orchestra austriaco († 1846)

### Aprile
- 1º aprile - François-Xavier Fabre, pittore e collezionista d'arte francese († 1837)
- 5 aprile - Pietro Marchetti, scultore italiano († 1846)
- 6 aprile - Wilhelm von Kobell, incisore, disegnatore e pittore tedesco († 1853)
- 10 aprile - Lawrence Dundas, I conte di Zetland, nobile e politico scozzese († 1839)
- 14 aprile - Pietro Amoretti, incisore italiano († 1840)
- 18 aprile - John Leslie, matematico e fisico scozzese († 1832)
- 18 aprile - Louis Milon, ballerino e coreografo francese († 1849)
- 18 aprile - Domenico Sacchinelli, abate italiano († 1844)
- 22 aprile - Luigi Colla, avvocato, politico e botanico italiano († 1848)
- 22 aprile - Madame de Staël, scrittrice e socialite francese († 1817)
- 26 aprile - Francesco Saverio Petroni, politico e funzionario italiano († 1838)
- 28 aprile - Giovanni Domenico Anguillesi, letterato italiano († 1833)
- 28 aprile - Pietro Domenico Polfranceschi, politico e generale italiano († 1845)
- 29 aprile - Nicholas Vansittart, politico britannico († 1851)
- 30 aprile - Ange Chiappe, politico francese († 1826)

### Maggio
- 1º maggio - Geremia Savoini, generale italiano († 1836)
- 4 maggio - Leopoldo Armaroli, avvocato e politico italiano († 1843)
- 6 maggio - Jean Fortuné Boüin de Marigny, generale francese († 1793)
- 7 maggio - Louis de Ligne, militare belga († 1813)
- 10 maggio - Richard Meade, II conte di Clanwilliam, nobile irlandese († 1805)
- 12 maggio - Jacques Joseph, conte di Corbière, politico e avvocato francese († 1853)
- 15 maggio - Bartolommeo Gamba, scrittore e bibliografo italiano († 1841)
- 15 maggio - Boris Andreevič Golicyn, ufficiale russo († 1822)
- 15 maggio - Gennaro Ravizza, storico italiano († 1836)
- 19 maggio - William Tollemache, Lord Huntingtower, politico scozzese († 1833)
- 20 maggio - Wolfgang Adam Töpffer, pittore e disegnatore svizzero († 1847)
- 29 maggio - Luigi Arcovito, generale e patriota italiano († 1834)
- 29 maggio - Silvestro Dandolo, ammiraglio austriaco († 1847)
- 29 maggio - Baltzar von Platen, militare e politico svedese († 1829)
- 30 maggio - Robert Darwin, medico inglese († 1848)

### Giugno
- 1º giugno - Anton Hasenhut, attore teatrale e comico austriaco († 1841)
- 7 giugno - Vincenzo Briganti, medico, naturalista e micologo italiano († 1836)
- 9 giugno - Anton Weidinger, trombettista austriaco († 1852)
- 11 giugno - Antonio Raffaello Doria, militare italiano († 1799)
- 11 giugno - Lorenzo Mari, militare italiano († 1824)
- 11 giugno - Domenico Tritto, compositore italiano († 1851)
- 16 giugno - Pierre Denys de Montfort, zoologo e naturalista francese († 1820)
- 19 giugno - Edward Tiffin, politico statunitense († 1829)
- 21 giugno - Emmanuel de Las Cases, funzionario e storico francese († 1842)
- 23 giugno - Johann Samuel Ersch, bibliografo e bibliotecario tedesco († 1828)
- 27 giugno - Ignazio Ciaia, scrittore italiano († 1799)
- 29 giugno - Carlo I di Isenburg-Büdingen-Birstein, nobile e militare tedesco († 1820)

### Luglio
- 1º luglio - Anselm Maria Fugger von Babenhausen, principe e politico tedesco († 1821)
- 2 luglio - Giovanni Battista Baldelli Boni, militare e letterato italiano († 1831)
- 4 luglio - Julie von Voss, nobildonna tedesca († 1789)
- 5 luglio - Jean-Pierre Bachasson, politico francese († 1823)
- 6 luglio - John Russell, VI duca di Bedford, politico inglese († 1839)
- 6 luglio - Karoline von Schlotheim, nobile tedesca († 1847)
- 6 luglio - Alexander Wilson, ornitologo statunitense († 1813)
- 7 luglio - Guillaume Philibert Duhesme, generale francese († 1815)
- 8 luglio - Dominique-Jean Larrey, medico francese († 1842)
- 9 luglio - Johanna Schopenhauer, scrittrice e poetessa tedesca († 1838)
- 10 luglio - Eustachio Dentice, arcivescovo cattolico italiano († 1830)
- 10 luglio - Édouard Jean-Baptiste Milhaud, generale e politico francese († 1833)
- 10 luglio - Francesco Antonio Visocchi, vescovo cattolico italiano († 1833)
- 14 luglio - Antonio Savazzini, pittore italiano († 1822)
- 14 luglio - Jacob Sieberer († 1814)
- 17 luglio - Carlo Fontanini, vescovo cattolico italiano († 1848)
- 19 luglio - Giuseppe Prina, politico italiano († 1814)
- 20 luglio - Filippo Giacomo Albani, IV principe di Soriano nel Cimino, nobile italiano († 1852)
- 20 luglio - Thomas Bruce, VII conte di Elgin, nobile e diplomatico britannico († 1841)
- 21 luglio - Thomas Charles Hope, chimico e medico scozzese († 1844)
- 22 luglio - Franz Xaver Süßmayr, compositore e musicista austriaco († 1803)
- 24 luglio - Franz Xaver Niemetschek, filosofo e critico musicale boemo († 1849)
- 27 luglio - William Vane, I duca di Cleveland, nobile e politico inglese († 1842)
- 29 luglio - Carlo Forti, ingegnere italiano († 1845)
- 30 luglio - Pierre Banel, generale francese († 1796)

### Agosto
- 1º agosto - Filippo Francesco di Leyen, principe tedesco († 1829)
- 2 agosto - Louis Delgrès, militare, condottiero e politico francese († 1802)
- 3 agosto - Kurt Sprengel, botanico tedesco († 1833)
- 5 agosto - Louis de Frotté, militare francese († 1800)
- 6 agosto - William Hyde Wollaston, chimico e fisico inglese († 1828)
- 16 agosto - Natal'ja Ivanovna Kurakina, nobildonna, compositrice e cantante russa († 1831)
- 16 agosto - Carolina Nairne, compositrice scozzese († 1845)
- 20 agosto - Giovanni Rasori, patologo, traduttore e patriota italiano († 1837)
- 23 agosto - Louis Bertrand de Sivray, generale francese († 1850)
- 23 agosto - Johann Centurius Hoffmannsegg, botanico, entomologo e ornitologo tedesco († 1849)

### Settembre
- 2 settembre - James Forten, imprenditore statunitense († 1842)
- 3 settembre - Charles de Lacretelle, storico francese († 1855)
- 5 settembre - Luigi Bassi, baritono italiano († 1825)
- 5 settembre - Maurice-Jean de Broglie, vescovo cattolico francese († 1821)
- 5 settembre - Gaetano Palloni, medico italiano († 1830)
- 6 settembre - John Dalton, chimico, fisico e meteorologo inglese († 1844)
- 10 settembre - Antonio Maghella, politico italiano († 1850)
- 12 settembre - Albert Gyulay, generale austriaco († 1835)
- 21 settembre - Antonio Granata, pittore italiano († 1818)
- 25 settembre - Armand Emmanuel du Plessis de Richelieu, politico e diplomatico francese († 1822)
- 28 settembre - Edward Stopford, politico e generale irlandese († 1837)
- 29 settembre - Carlotta, principessa reale, regina († 1828)
- 29 settembre - Jean-Marthe-Adrien L'Hermite, ammiraglio francese († 1826)
- 30 settembre - Pierre Robinault de Saint-Régeant, militare francese († 1801)

### Ottobre
- 4 ottobre - Giovanni Sergio, vescovo cattolico italiano († 1827)
- 5 ottobre - Giuseppe Benedetto di Savoia, nobile († 1802)
- 7 ottobre - Marie-François Auguste de Caffarelli du Falga, generale francese († 1849)
- 7 ottobre - Pierre-Marie Taillepied de Bondy, politico, magistrato e nobile francese († 1847)
- 8 ottobre - Luigi d'Assia-Philippsthal, generale tedesco († 1816)
- 10 ottobre - Leopold Maximilian von Firmian, arcivescovo cattolico austriaco († 1831)
- 13 ottobre - Louis Marie de Lescure, generale francese († 1793)
- 13 ottobre - Giuseppe Longhi, incisore italiano († 1831)
- 19 ottobre - Henry Singleton, pittore e miniaturista britannico († 1839)
- 21 ottobre - Peter Durand, imprenditore inglese († 1822)
- 22 ottobre - David B. Mitchell, politico statunitense († 1837)
- 23 ottobre - Emmanuel de Grouchy, generale francese († 1847)
- 23 ottobre - Joachim-Jean-Xavier d'Isoard, cardinale e arcivescovo cattolico francese († 1839)

### Novembre
- 2 novembre - Josef Radetzky, feldmaresciallo austriaco († 1858)
- 3 novembre - Simon Franz Molitor, violinista, chitarrista e compositore austriaco († 1848)
- 6 novembre - Carlo Botta, storico e politico italiano († 1837)
- 10 novembre - Pierre-Charles Bridan, scultore francese († 1836)
- 12 novembre - Aleksandr Michajlovič Urusov, nobile e ufficiale russo († 1853)
- 16 novembre - Rodolphe Kreutzer, violinista, compositore e direttore d'orchestra francese († 1831)
- 19 novembre - Francesco Strano, religioso e bibliotecario italiano († 1831)
- 22 novembre - Camilo Torres Tenorio, politico colombiano († 1816)
- 29 novembre - Maine de Biran, filosofo e psicologo francese († 1824)

### Dicembre
- 10 dicembre - Samuel Frederick Gray, botanico britannico († 1828)
- 12 dicembre - Nikolaj Michajlovič Karamzin, scrittore e storico russo († 1826)
- 15 dicembre - Giuseppe Lechi, generale, rivoluzionario e patriota italiano († 1836)
- 18 dicembre - William Beauclerk, VIII duca di St. Albans, nobile inglese († 1825)
- 22 dicembre - Henry Charles Somerset, VI duca di Beaufort, politico e nobile inglese († 1835)
- 23 dicembre - Wilhelm Hisinger, chimico svedese († 1852)
- 26 dicembre - Henry Conyngham, I marchese di Conyngham, nobile e politico britannico († 1832)
- 28 dicembre - Mademoiselle Fleury, attrice teatrale belga († 1818)
- 29 dicembre - Charles Macintosh, chimico e inventore scozzese († 1843)
- 31 dicembre - Luigi Vincenzo Cassitto, teologo italiano († 1822)

### Senza giorno specificato
- Andrea Lodovico Adamich, imprenditore e politico austriaco († 1828)
- Louis Allier de Hauteroche, numismatico francese († 1827)
- Andrea Francesco Giovanni Altesti, diplomatico e politico italiano († 1851)
- Christoph Friedrich von Ammon, teologo tedesco († 1850)
- Faustino Anderloni, incisore italiano († 1847)
- Giovanni Battista Baldetti, nobile, politico e militare italiano († 1831)
- Giovanni Battista Boldrini, avvocato, politico e rivoluzionario italiano († 1836)
- José Cardero, disegnatore e artista spagnolo
- Francesco Chiarenti, politico italiano († 1828)
- Jean-Nicolas-Marie Deguerle, letterato, traduttore e grammatico francese († 1824)
- John Farey, geologo e scrittore inglese († 1826)
- Martín Álvarez Galán, militare spagnolo († 1801)
- Jean François Aimée Gottlieb Philippe Gaudin, botanico svizzero († 1833)
- Varvara Nikolaevna Golovina, nobildonna e artista russa († 1821)
- Francesco Carlo Gonzaga, nobile italiano († 1834)
- William Hunt, giurista inglese († 1852)
- Szymon Kossakowski, generale lituano († 1794)
- Giuseppe Lahoz Ortiz, generale italiano († 1799)
- Hugh McVay, politico statunitense († 1851)
- Albertine de Saussure, pedagogista svizzera († 1841)
- Vittoria Peluso, ballerina italiana († 1828)
- Pierre-Antoine Poiteau, botanico, agronomo e pittore francese († 1854)
- Vital Roux, imprenditore e pubblicista francese († 1846)
- Louis Charles Vincent Le Blond de Saint-Hilaire, generale francese († 1809)
- Etienne Scio, compositore e violinista francese († 1796)
- Antoine René Thévenard, militare francese († 1798)
- Giuseppe Ventimiglia, principe di Belmonte, politico italiano († 1814)
- Alexandre de Laflotte, diplomatico e politico francese († 1794)

## Morti

### Gennaio
- 1º gennaio - Giacomo Francesco Edoardo Stuart, nobile inglese (n. 1688)
- 6 gennaio - Johann Wilhelm Edmund von Sinzendorf-Neuburg, nobile e politico austriaco (n. 1697)
- 6 gennaio - Giuseppe Maria Vaccari, organista e compositore italiano (n. 1704)
- 7 gennaio - Giacomo Antonio Boni, pittore italiano (n. 1688)
- 9 gennaio - Thomas Birch, storico e presbitero inglese (n. 1705)
- 13 gennaio - Federico V di Danimarca, re (n. 1723)
- 19 gennaio - Giovanni Niccolò Servandoni, architetto, pittore e scenografo italiano (n. 1695)
- 23 gennaio - Guillaume-Alexandre de Méhégan, scrittore e giornalista francese (n. 1725)
- 24 gennaio - Antonio Consetti, pittore italiano (n. 1686)
- 30 gennaio - Susannah Maria Arne, cantante e attrice teatrale inglese (n. 1714)

### Febbraio
- 1º febbraio - Pietro Carattoli, architetto, decoratore e scenografo italiano (n. 1703)
- 5 febbraio - Leopold Joseph von Daun, generale austriaco (n. 1705)
- 10 febbraio - Andrea Galassini, architetto e stuccatore svizzero (n. 1680)
- 23 febbraio - Stanislao Leszczyński, nobile polacco (n. 1677)
- 25 febbraio - Charles de Rohan-Rochefort, nobile francese (n. 1693)

### Marzo
- 4 marzo - Joseph Aved, pittore francese (n. 1702)
- 7 marzo - Ercole Lelli, anatomista, scultore e pittore italiano (n. 1702)
- 8 marzo - Francesco Ginanni, naturalista, biologo e botanico italiano (n. 1716)
- 10 marzo - Jane Colden, botanica statunitense (n. 1724)
- 10 marzo - Vasilije III Petrović-Njegoš, vescovo ortodosso serbo (n. 1709)
- 16 marzo - Henrietta von Bünau, nobildonna tedesca (n. 1737)
- 16 marzo - John West, I conte De La Warr, politico e ufficiale inglese (n. 1693)
- 20 marzo - Giovanni Battista Pescetti, compositore e organista italiano
- 28 marzo - Francesco Ferrigno, religioso italiano (n. 1686)

### Aprile
- 4 aprile - John Taylor, letterato e filologo classico inglese (n. 1704)
- 7 aprile - Tiberius Hemsterhuis, filologo e critico letterario olandese (n. 1685)
- 18 aprile - Corrado Giaquinto, pittore italiano (n. 1703)
- 23 aprile - Marc'Antonio Dal Re, incisore e scrittore italiano (n. 1697)
- 25 aprile - Krishnaraja Wodeyar II,  indiano (n. 1728)
- 30 aprile - Thomas Pakenham, I barone di Longford, politico irlandese (n. 1713)

### Maggio
- 2 maggio - Luigi Giusti, librettista italiano (n. 1709)
- 5 maggio - Olof Arenius, pittore svedese (n. 1701)
- 5 maggio - Jean Astruc, medico francese (n. 1684)
- 6 maggio - Johann Michael Fischer, architetto tedesco (n. 1692)
- 9 maggio - Thomas Arthur de Lally-Tollendal, militare francese (n. 1702)
- 18 maggio - Giulio Fagnano dei Toschi, matematico italiano (n. 1682)
- 19 maggio - Toubia Boutros El Khazen, patriarca cattolico libanese
- 26 maggio - Giovanni Lorenzo Berti, teologo e letterato italiano (n. 1696)

### Giugno
- 21 giugno - Claudio Francesco Beaumont, pittore italiano (n. 1694)
- 24 giugno - Adrien Maurice de Noailles, militare e diplomatico francese (n. 1678)

### Luglio
- 1º luglio - Chevalier de La Barre,  francese (n. 1746)
- 2 luglio - Sofia Carolina von Camas, nobildonna prussiana (n. 1686)
- 8 luglio - Vittoria Francesca di Savoia, nobile italiana (n. 1690)
- 11 luglio - Elisabetta Farnese, nobildonna italiana (n. 1692)
- 14 luglio - František Kaňka, architetto ceco (n. 1674)
- 15 luglio - Pompilio Maria Pirrotti, religioso italiano (n. 1710)
- 17 luglio - Giuseppe Castiglione, gesuita, missionario e pittore italiano (n. 1688)
- 18 luglio - Mauro Antonio Tesi, pittore, incisore e architetto italiano (n. 1730)
- 24 luglio - Filippo Acciaiuoli, cardinale italiano (n. 1700)
- 31 luglio - John Adlercron, militare inglese

### Agosto
- 3 agosto - Manuele Giuseppe di Braganza, nobile (n. 1697)
- 7 agosto - Claude Lamoral II di Ligne, militare belga (n. 1685)
- 23 agosto - Mauro Sarti, religioso e storico italiano (n. 1709)
- 30 agosto - Panfilo Antonio Mazzara, vescovo cattolico italiano (n. 1701)

### Settembre
- 1º settembre - Peter Anich, cartografo austriaco (n. 1723)
- 10 settembre - Bartolomeo Terchi, ceramista italiano (n. 1691)
- 13 settembre - Manuel Pla, compositore, oboista e clavicembalista spagnolo (n. 1725)
- 29 settembre - Angelo Calogerà, religioso e scrittore italiano (n. 1696)
- 30 settembre - Marie Victoire de Noailles, nobile francese (n. 1688)

### Ottobre
- 2 ottobre - Jacques Hardion, storico e traduttore francese (n. 1686)
- 9 ottobre - Giambattista Roero di Pralormo, cardinale e arcivescovo cattolico italiano (n. 1684)
- 17 ottobre - Gerolamo Theodoli, architetto e nobile italiano (n. 1677)
- 23 ottobre - Alessandro Macchiavelli, scrittore e storico italiano (n. 1693)
- 25 ottobre - Giovanni Antonio Volpi, critico letterario, editore e poeta italiano (n. 1686)

### Novembre
- 3 novembre - Thomas Abbt, matematico e filosofo tedesco (n. 1738)
- 5 novembre - Ercole Tommaso Villa, generale italiano (n. 1684)
- 7 novembre - Vincenzo Meucci, pittore italiano (n. 1694)
- 9 novembre - Unico Wilhelm van Wassenaer, diplomatico e compositore olandese (n. 1692)
- 11 novembre - Carlotta Guglielmina di Anhalt-Bernburg-Schaumburg-Hoym, nobile (n. 1704)
- 11 novembre - Federico di Schleswig-Holstein-Sonderburg-Glücksburg, militare danese (n. 1701)
- 16 novembre - Dominikus Zimmermann, architetto tedesco (n. 1685)
- 17 novembre - Cristiano Carlo Reinardo di Leiningen-Dachsburg-Falkenburg-Heidesheim, nobiluomo tedesco (n. 1695)
- 25 novembre - Giovanni Maria Farina, profumiere italiano (n. 1685)
- 27 novembre - Juan Francisco de Güemes y Horcasitas, generale spagnolo (n. 1681)
- 30 novembre - Emilio Luci, politico e giurista italiano (n. 1700)

### Dicembre
- 5 dicembre - Vittorio Amedeo Ghilini, nobile e politico italiano (n. 1714)
- 12 dicembre - Johann Christoph Gottsched, scrittore e critico letterario tedesco (n. 1700)
- 15 dicembre - Michelangelo Carmeli, filologo italiano (n. 1706)
- 20 dicembre - Giorgio Massari, architetto italiano (n. 1687)
- 22 dicembre - Thomas-Simon Gueullette, drammaturgo francese (n. 1683)
- 24 dicembre - Elisabetta Ernestina di Sassonia-Meiningen, principessa (n. 1681)
- 25 dicembre - James Drummond, III conte di Melfort, nobile scozzese (n. 1708)
- 25 dicembre - William Finch, diplomatico e politico inglese (n. 1731)

### Senza giorno specificato
- Jean-Baptiste Adam, scultore francese
- Jacopo Bartolomeo Beccari, chimico italiano (n. 1682)
- Aleksej Petrovič Bestužev-Rjumin, politico russo (n. 1693)
- Antonio Bicchierai, pittore italiano (n. 1688)
- Giorgio Borghese, politico italiano (n. 1691)
- William Caslon, incisore britannico (n. 1692)
- Marcello Papiniano Cusani, arcivescovo cattolico italiano (n. 1690)
- Antonio Duni, compositore italiano (n. 1700)
- Andrea Gerini, nobile e mecenate italiano (n. 1691)
- Jean de Jullienne, collezionista d'arte francese (n. 1686)
- Matteo I di Alessandria, arcivescovo ortodosso greco
- James Quin, attore teatrale britannico (n. 1693)
- Bartolomeo Sermini, scultore e stuccatore svizzero
- Carlo Tessarini, violinista, compositore e editore italiano
- Jacques-Philippe d'Orneval, drammaturgo francese

## Calendario
| Calendario 1766 | Calendario 1766 | Calendario 1766 | Calendario 1766 | Calendario 1766 | Calendario 1766 | Calendario 1766 | Calendario 1766 | Calendario 1766 | Calendario 1766 | Calendario 1766 | Calendario 1766 | Calendario 1766 | Calendario 1766 | Calendario 1766 | Calendario 1766 | Calendario 1766 | Calendario 1766 | Calendario 1766 | Calendario 1766 | Calendario 1766 | Calendario 1766 | Calendario 1766 | Calendario 1766 | Calendario 1766 | Calendario 1766 | Calendario 1766 | Calendario 1766 | Calendario 1766 | Calendario 1766 | Calendario 1766 | Calendario 1766 | Calendario 1766 |
| --------------- | --------------- | --------------- | --------------- | --------------- | --------------- | --------------- | --------------- | --------------- | --------------- | --------------- | --------------- | --------------- | --------------- | --------------- | --------------- | --------------- | --------------- | --------------- | --------------- | --------------- | --------------- | --------------- | --------------- | --------------- | --------------- | --------------- | --------------- | --------------- | --------------- | --------------- | --------------- | --------------- |
|                 | 1               | 2               | 3               | 4               | 5               | 6               | 7               | 8               | 9               | 10              | 11              | 12              | 13              | 14              | 15              | 16              | 17              | 18              | 19              | 20              | 21              | 22              | 23              | 24              | 25              | 26              | 27              | 28              | 29              | 30              | 31              |                 |
| Gennaio         | Me              | Gi              | Ve              | Sa              | Do              | Lu              | Ma              | Me              | Gi              | Ve              | Sa              | Do              | Lu              | Ma              | Me              | Gi              | Ve              | Sa              | Do              | Lu              | Ma              | Me              | Gi              | Ve              | Sa              | Do              | Lu              | Ma              | Me              | Gi              | Ve              |                 |
| Febbraio        | Sa              | Do              | Lu              | Ma              | Me              | Gi              | Ve              | Sa              | Do              | Lu              | Ma              | Me              | Gi              | Ve              | Sa              | Do              | Lu              | Ma              | Me              | Gi              | Ve              | Sa              | Do              | Lu              | Ma              | Me              | Gi              | Ve              |                 |                 |                 |                 |
| Marzo           | Sa              | Do              | Lu              | Ma              | Me              | Gi              | Ve              | Sa              | Do              | Lu              | Ma              | Me              | Gi              | Ve              | Sa              | Do              | Lu              | Ma              | Me              | Gi              | Ve              | Sa              | Do              | Lu              | Ma              | Me              | Gi              | Ve              | Sa              | Do              | Lu              |                 |
| Aprile          | Ma              | Me              | Gi              | Ve              | Sa              | Do              | Lu              | Ma              | Me              | Gi              | Ve              | Sa              | Do              | Lu              | Ma              | Me              | Gi              | Ve              | Sa              | Do              | Lu              | Ma              | Me              | Gi              | Ve              | Sa              | Do              | Lu              | Ma              | Me              |                 |                 |
| Maggio          | Gi              | Ve              | Sa              | Do              | Lu              | Ma              | Me              | Gi              | Ve              | Sa              | Do              | Lu              | Ma              | Me              | Gi              | Ve              | Sa              | Do              | Lu              | Ma              | Me              | Gi              | Ve              | Sa              | Do              | Lu              | Ma              | Me              | Gi              | Ve              | Sa              |                 |
| Giugno          | Do              | Lu              | Ma              | Me              | Gi              | Ve              | Sa              | Do              | Lu              | Ma              | Me              | Gi              | Ve              | Sa              | Do              | Lu              | Ma              | Me              | Gi              | Ve              | Sa              | Do              | Lu              | Ma              | Me              | Gi              | Ve              | Sa              | Do              | Lu              |                 |                 |
| Luglio          | Ma              | Me              | Gi              | Ve              | Sa              | Do              | Lu              | Ma              | Me              | Gi              | Ve              | Sa              | Do              | Lu              | Ma              | Me              | Gi              | Ve              | Sa              | Do              | Lu              | Ma              | Me              | Gi              | Ve              | Sa              | Do              | Lu              | Ma              | Me              | Gi              |                 |
| Agosto          | Ve              | Sa              | Do              | Lu              | Ma              | Me              | Gi              | Ve              | Sa              | Do              | Lu              | Ma              | Me              | Gi              | Ve              | Sa              | Do              | Lu              | Ma              | Me              | Gi              | Ve              | Sa              | Do              | Lu              | Ma              | Me              | Gi              | Ve              | Sa              | Do              |                 |
| Settembre       | Lu              | Ma              | Me              | Gi              | Ve              | Sa              | Do              | Lu              | Ma              | Me              | Gi              | Ve              | Sa              | Do              | Lu              | Ma              | Me              | Gi              | Ve              | Sa              | Do              | Lu              | Ma              | Me              | Gi              | Ve              | Sa              | Do              | Lu              | Ma              |                 |                 |
| Ottobre         | Me              | Gi              | Ve              | Sa              | Do              | Lu              | Ma              | Me              | Gi              | Ve              | Sa              | Do              | Lu              | Ma              | Me              | Gi              | Ve              | Sa              | Do              | Lu              | Ma              | Me              | Gi              | Ve              | Sa              | Do              | Lu              | Ma              | Me              | Gi              | Ve              |                 |
| Novembre        | Sa              | Do              | Lu              | Ma              | Me              | Gi              | Ve              | Sa              | Do              | Lu              | Ma              | Me              | Gi              | Ve              | Sa              | Do              | Lu              | Ma              | Me              | Gi              | Ve              | Sa              | Do              | Lu              | Ma              | Me              | Gi              | Ve              | Sa              | Do              |                 |                 |
| Dicembre        | Lu              | Ma              | Me              | Gi              | Ve              | Sa              | Do              | Lu              | Ma              | Me              | Gi              | Ve              | Sa              | Do              | Lu              | Ma              | Me              | Gi              | Ve              | Sa              | Do              | Lu              | Ma              | Me              | Gi              | Ve              | Sa              | Do              | Lu              | Ma              | Me              |                 |